# 我很忙
《我很忙》是台灣歌手周杰倫發行的第八張國語專輯，全台總銷售量十二萬張。

## 專輯資料
《我很忙》是周杰倫在自己組建的杰威爾音樂發行的首張個人專輯，上一张專輯《依然范特西》。專輯中周杰倫在保留自己風格的同時力求突破，走美國西部牛仔風的主打歌《牛仔很忙》、男兒勵志歌曲《陽光宅男》、可愛甜美的《甜甜的》無不體現出這點。每張專輯必有的中國風歌曲此次是到達新的程度，歌曲《青花瓷》在推出之後迅速竄红，成為繼《髮如雪》、《菊花台》之後的經典歌曲。2014年的美国喜剧电影《采访》在影片中曾使用《牛仔很忙》作为电影背景音乐，《陽光宅男》亦為電影《愛情無全順》主題曲。

## 曲目
| CD       | CD           | CD       | CD       | CD    |
| 曲序     | 曲目         |          | 编曲     | 时长  |
| -------- | ------------ | -------- | -------- | ----- |
| 1.       | 牛仔很忙     | 黄俊郎   | 钟兴民   | 2:48  |
| 2.       | 彩虹         | 周杰伦   | 林迈可   | 4:23  |
| 3.       | 青花瓷       | 方文山   | 钟兴民   | 3:59  |
| 4.       | 阳光宅男     | 方文山   | 周杰伦   | 3:42  |
| 5.       | 蒲公英的约定 | 方文山   | 林迈可   | 4:07  |
| 6.       | 无双         | 方文山   | 钟兴民   | 3:53  |
| 7.       | 我不配       | 方文山   | 林迈可   | 4:48  |
| 8.       | 扯           | 方文山   | 林迈可   | 3:30  |
| 9.       | 甜甜的       | 方文山   | 林迈可   | 4:03  |
| 10.      | 最长的电影   | 周杰伦   | 钟兴民   | 3:55  |
| 总时长： | 总时长：     | 总时长： | 总时长： | 39:08 |

中国大陆发行时，将《我不配》改名为《距离》。

### DVD
1. 牛仔很忙
2. 我不配

## 制作团队
| 录音工程 - 杨瑞代（#1~#10） - 林迈可（#2） 弦乐录音师 - 北京：卢楠（#3、#10） 混音工程 - 杨大纬（#1~#7、#10） - 林迈可（#8、#9） | 录音室 - JVR STUDIO（#1、#5~#10） - VIP STUDIO（#2、#9） - 杨大纬录音工作室（#2~#4、#6） 弦乐录音室 - 北京：YYYD录音室（#3、#10） - 北京：计划生育录音室（#6） 混音室 - 杨大纬录音工作室（#1~#7、#10） - VIP STUDIO（#8、#9） |

| 乐器演奏 吉他 - 蔡科俊Again（#1、#3、#4、#6） - 林迈可（#2、#5、#9） 贝斯 - 钟兴民（#6） 新疆乐器 - 阿地力（#6） 鼓 - 陈柏州（#1、#4） | 和声编写 - 周杰伦（#1~#3、#6） 和声 - 周杰伦（#1~#3、#6） 弦乐编写 - 周杰伦（#1） - 钟兴民（#3、#6、#10） - 林迈可（#5、#7） 弦乐演奏 - 王宜桢（小提琴，#1） - 中国爱乐（#3、#6、#10） - 关大伟（大提琴，#3、#10） - 苏志霖（#5、#7） - 罗月廷（#5、#7） |

监制
- 杨峻荣

制作人
- 周杰伦

母带后期处理监制
- 林迈可

母带后期处理工程师
- 杨大纬

母带后期处理录音室
- 超因素

## 奖项与提名
| 奖项           | 提名              | 结果 |
| -------------- | ----------------- | ---- |
| 最佳年度歌曲獎 | 《青花瓷》        | 獲獎 |
| 最佳國語專輯獎 | 《我很忙》        | 提名 |
| 最佳作詞人獎   | 方文山/《青花瓷》 | 獲獎 |
| 最佳作曲人獎   | 周杰倫/《青花瓷》 | 獲獎 |
| 最佳編曲人獎   | 鍾興民/《青花瓷》 | 提名 |

| 奖项                       | 提名                                                           | 结果 |
| -------------------------- | -------------------------------------------------------------- | ---- |
| 最佳專輯製作人獎（演奏類） | 周杰倫 不能說的·秘密 杰威爾音樂有限公司                        | 獲獎 |
| 最佳作曲人獎（演奏類）     | 周杰倫、Terdsak Janpan 琴房 - 不能說的·秘密 杰威爾音樂有限公司 | 獲獎 |
| 最佳專輯獎（演奏類）       | 不能說的·秘密 杰威爾音樂有限公司                               | 提名 |